# Арга-Эбе
Арга-Эбе (также Аргаа-Эбе) — озеро на северо-востоке Якутии, в Среднеколымском улусе (Сень-Кюёльский наслег). Расположено в юго-восточной части Колымской низменности, в правобережье реки Алазея. Окружено множеством небольших озёр и одним крупным на юго-востоке — Илин-Эбе, с которым соединено широкой протокой. 
Площадь зеркала 34,7 км², площадь водосбора — 350 км². Длина озера 8,1 км, ширина в центральной части достигает 6,5 км. Высота над уровнем моря — 30 м.
Имеет округлую форму с вдающимся мысом на северо-востоке. Берега низкие, местами заболоченные. Ландшафт представляет собой типичную тундру, которая переходит в южную тундру с островками редколесной растительности на севере. Острова отсутствуют. Через реку Ыарга-Юрях длиной 39 км, вытекающую на юго-западе, имеет сток в Алазею. У протоки, соединяющей с озером Илин-Эбе — нежилое поселение Илин-Эбе. Ближайший населённый пункт — село Ойусардах, расположенное в 35 км к югу.